# مشروع بلوتو

أنواع النفاثات a نفاث عنفي b نفاث تضاغطي c نفاث فرطي

مشروع بلوتو هو برنامج يتبع للولايات المتحدة لتطوير المحركات النفاثة التضاغطية بالطاقة النووية لاستخدامها في صواريخ كروز. تم اختبار اثنين من المحركات التجريبية في الولايات المتحدة في عام 1961 و1964.

## التاريخ

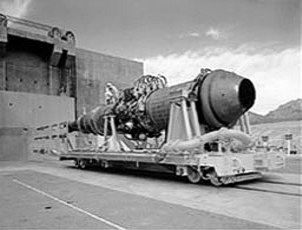
احد محركات المشروع

في 1 يناير 1957 اختارت القوات الجوية الأمريكية وهيئة الطاقة الذرية الأمريكية مختبر لورانس للإشعاع لدراسة جدوى تطبيق الحرارة من المفاعلات النووية على المحركات النفاثة التضاغطية وأصبح هذا البحث يعرف باسم «مشروع بلوتو».
نفذ العمل في الأصل في ليفرمور بولاية كاليفورنيا وتم نقل العمل إلى منشآت جديدة تم إنشائها مقابل 1.2 مليون دولار على مساحة 8 أميال مربعة (21 كم مربع) والمعروفة باسم الموقع 401. ويتكون المجمع من 6 أميال (10 كم) من طرق ومباني التجميع الحرجية ومبنى المراقبة ومباني التجميع والمرافق الأخرى. وكان المطلوب أيضا للبناء 25 ميلاً (40 كم) من غلاف آبار النفط والتي كانت ضرورية لتخزين ما يقرب من 1,000,000 رطل (450,000 كيلوجرام) من الهواء المضغوط المستخدم لمحاكاة ظروف الطيران لبلوتو.